# زمین‌لرزه ۱۹۴۹ آمباتو
زمین لرزه ۱۹۴۹ آمباتو، بزرگ‌ترین زمین‌لرزه در نیم‌کره غربی کره زمین تا پنج سال بود. این زمین‌لرزهٔ مهیب در ۵ اوت ۱۹۴۹ در ۱۹:۰۸:۴۷ به ساعت هماهنگ جهانی به‌وقوع پیوست و استان تونگوراهوا در مرکز اکوادور و مرکز آن آمباتو را لرزاند و ۵٬۰۵۰ نفر کشته به بارآورد. بزرگی این زمین‌لرزه ۶٫۸ ریشتر اندازه‌گیری شد و کانون آن ۴۰ کیلومتر (۲۵ مایل) زیر سطح زمین بوده‌است. روستاهای نزدیک مانند گوانو، پاتاته، پلیلئو و پیارو ویران‌شدند و شهرستان آمباتو خسارت‌های سنگینی متحمل‌شد. زمین‌لرزه ساختمان‌ها را تخریب‌کرد و با وقوع زمین‌لغزه، تونگوراهوا، چیمبورازو و کوتوپاکسی نیز خسارت‌دیدند. سیستم برق‌رسانی و آب‌رسانی مشکل پیدا کرد و شهر کوچک لیبرتاد نشست‌کرد. لرزش متوسط این زمین‌لرزه به کیتو و گوایاکیول نیز رسید.
این زمین‌لرزه، زمین‌ساخت را تحت تأثیر قرارداد و سبب فرورانش صفحه نازکا به‌زیر صفحه آمریکای جنوبی و ایجاد کمبرند آتشفشانی آند شد. در ابتدا به‌دنبال تقاطع شمال‌غربی – جنوب‌شرقی، گسلی در رشته‌کوه آند سبب ایجاد ریج کارنگی شد. جاهای ترک‌خورده توسط لرزش شدید فروپاشیدند. امروزه، زمین‌لرزه بین‌ورقه‌ای و زمین‌لرزه درون‌ورقه‌ای سراسر این کشور را تهدید می‌کند.

## پیشینه و زمین‌شناسی
زمین‌لرزهٔ آمباتو که با فرورانش صفحه نازکا به‌زیر صفحه آمریکای جنوبی رخ‌داد، بزرگ‌ترین زمین‌لرزه بین‌ورقه‌ای ۸۰ سال اخیر بوده‌است. این دومین زلزلهٔ بزرگ تاریخ مدرن اکوادور پس از زمین‌لرزه ۱۷۹۷ ریوبامبا و ویران‌گرترین زمین‌لرزه نیم‌کره غربی پس از زمین‌لرزه ۱۹۴۴ سان‌خوان بود. زمین‌لرزه‌های بزرگ دیگری در سراسر اکوادور از سال ۱۹۴۹ رخ‌داد که از جمله می‌توان به زمین‌لرزه ۱۹۸۷ اکوادور و ۱۹۹۷ این کشور اشاره‌نمود. در سال ۲۰۰۷، زمین‌لرزه ۲۰۰۷ پرو نیز اکوادور را تحت تأثیر قرارداد.

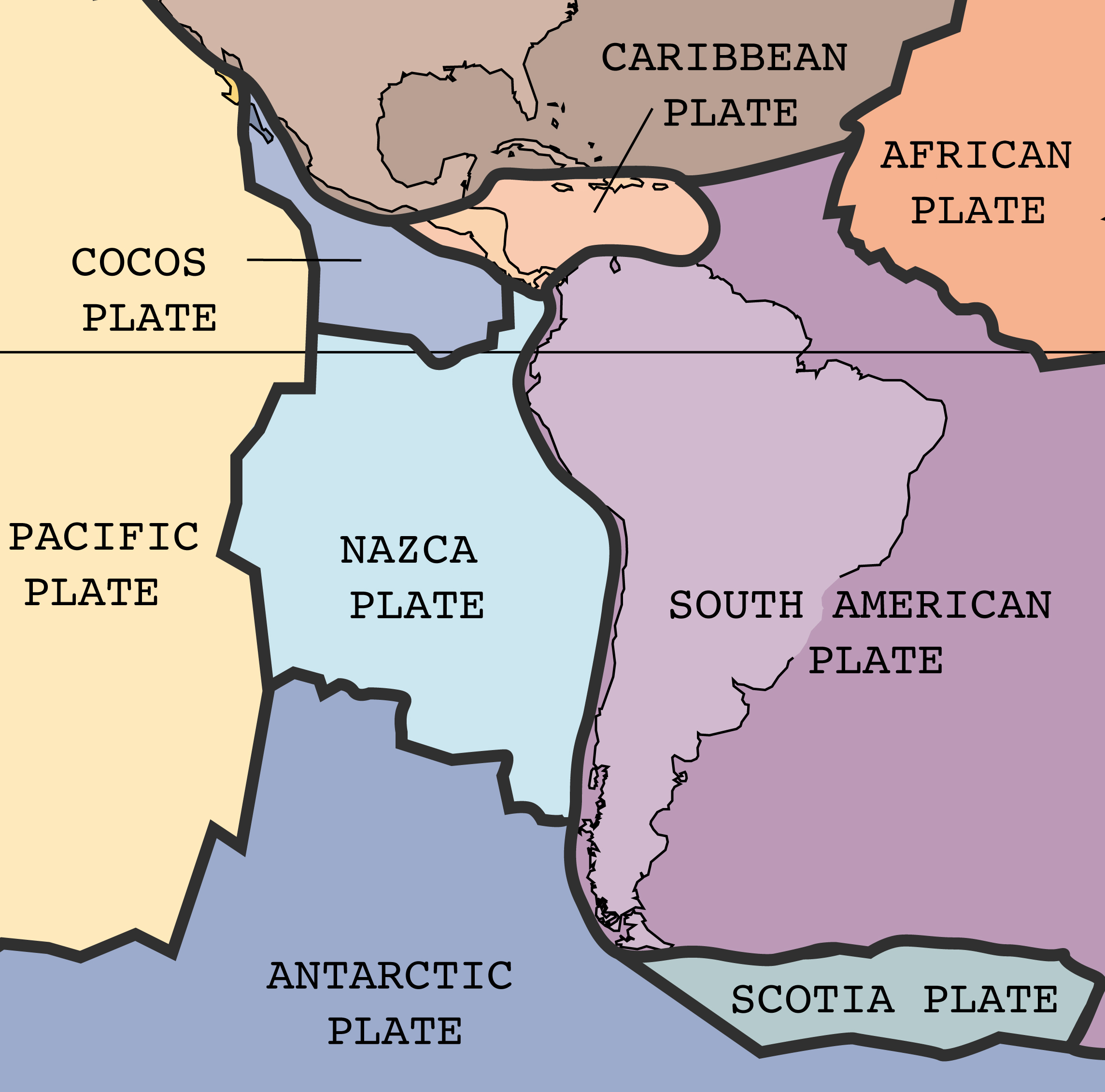
با فرورانش صفحه نازکا به‌زیر صفحه آمریکای جنوبی، آتشفشان و لرزه‌خیزی گسترده‌تر شده‌است.

بخش عمده‌ای از آمریکای جنوبی دارای فعالیت‌های لرزه‌ای و آتشفشانی است که از فرورانش پوسته صفحه نازکا و سنگ‌کره اقیانوس آرام به‌زیر صفحه آمریکای جنوبی سرچشمه می‌گیرد. این لرزه‌خیزی تا ۶٬۰۰۰ کیلومتر (۴٬۰۰۰ مایل) تا غرب قاره امتداد می‌یابد و احتمالاً ناشی از یک گسل در نزدیکی اکوادور است. این منطقه گسلی در واقع ممکن‌است مانند میکروپلیت خودش عمل کند.
خط‌الراس کارنگی زیر اکوادور، سبب بالاآمدن ساحل و آتشفشان می‌شود. جنبش ریج کارنگی ممکن‌است نوع گسل در امتداد ساحل را تغییردهد و سبب لغزش گسل (گسل‌هایی که در گذشته به‌صورت افقی حرکت می‌کرده‌اند) شود. مدارک و شواهد نشان داده‌است که این گسل به‌جای شمال و جنوب در جهت غرب حرکت می‌کند و ممکن است به صفحهٔ قاره‌ای اکوادور برخوردکند. این برخورد در امتداد شمال‌غربی – جنوب‌شرقی با پیشروی گسل رخ می‌دهد و زمین‌لرزه‌ای مانند زمین‌لرزه‌های ۱۷۹۷ ریوبامبا و ۱۹۶۱ آلوسی به‌وقوع می‌پیوندد. زمین‌لرزه ۱۹۴۹ آمباتو با پیشروی گسل در امتداد شمال‌غربی – جنوب‌شرقی درون رشته‌کوه آند شکل‌گرفت.
کانون زمین‌لرزه در ۴۰ کیلومتری (۲۵ مایلی) ژرفای کانونی، درون یک کوه ۷۲ کیلومتری (۴۵ مایلی) زیر سطح زمین قرارداشت. خطوط گسل سبب شکستگی لایه‌های سنگی شد. مجله لایف گزارش داده‌است: «لرزه‌شناسان برای نخستین بار زمین‌لرزه‌ای با ۷٫۵ ریشتر شناسایی‌کردند، اما این اندازه‌گیری اصلاح و بازبینی‌شد و به ۶٫۸ ریشتر تغییر یافت. »

## خسارات و تلفات

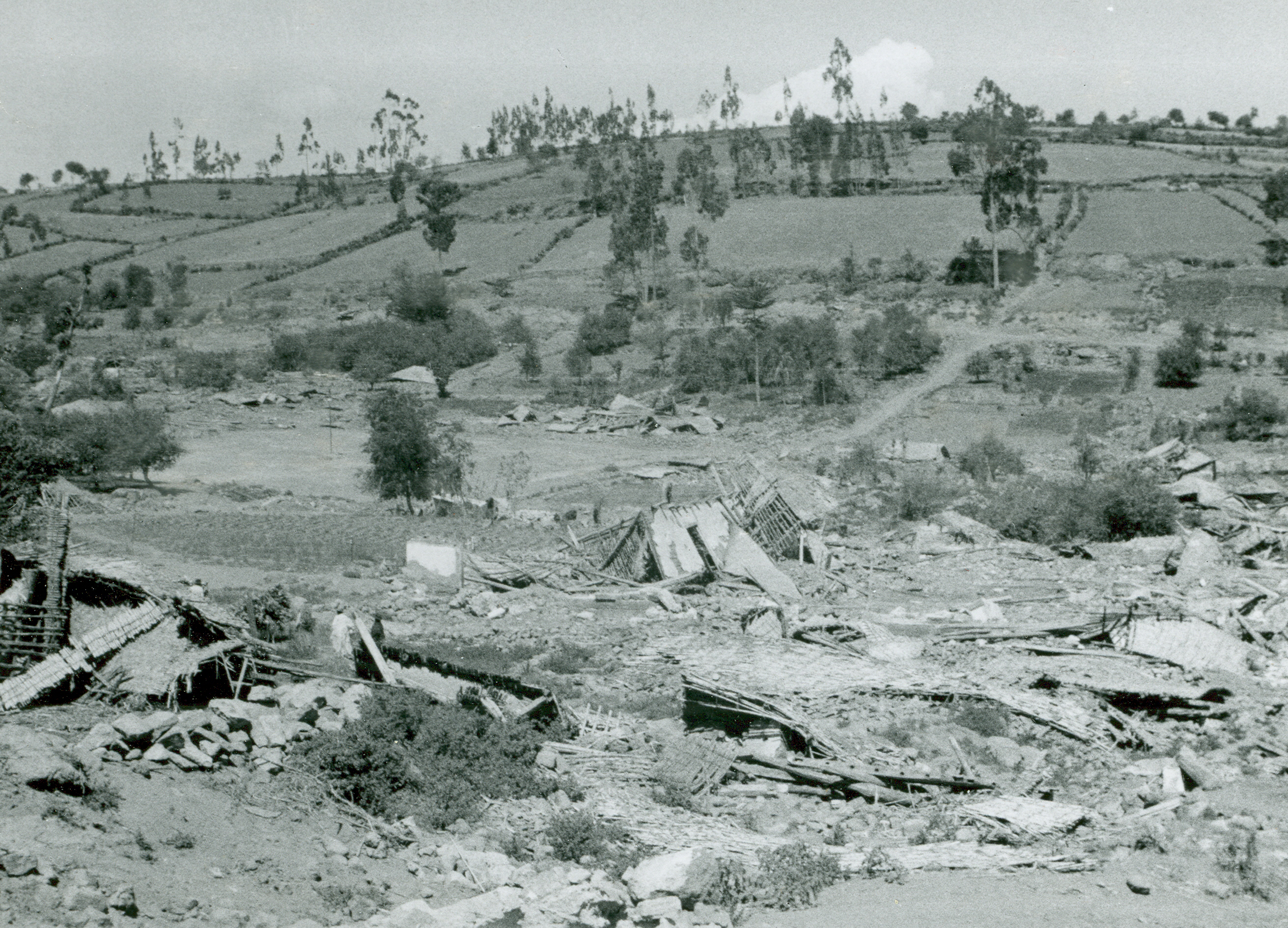
ویرانه‌های خانه‌هایی در پلیلئو پس از زمین‌لرزه

پیش از وقوع زمین‌لرزه، پیش‌لرزه‌هایی در این نواحی رخ داده‌بود، اگرچه شدت آن‌ها متوسط بود، اما به‌اندازهٔ کافی نیرومند بودند که سبب هرج و مرج شدند و مردم از خانه‌هایشان به‌سمت خیابان‌ها گریختند. شوک اصلی از رومرکز جنوب‌شرقی آمباتو سرچشمه‌گرفت. ضربه‌های شوک‌های اولیه سبب فروریختن کلیسای اصلی شهر، پادگان‌های نظامی و ساختمان‌ها شد. تعداد زیادی از دختران در کلیسا جان سپردند. دکل‌های برق و آب متزلزل و سرانجام پاره‌شدند، خطوط ارتباطی غیرفعال شدند، شکاف‌هایی درون زمین ایجادشد و پل‌ها کاملاً تبدیل‌شدند. یک قطار نیز از ریل خود خارج‌شد. آبادی‌ها تخریب‌شدند و زمین‌لغزه سبب مسدودشدن جاده‌ها و رودخانه‌ها شد. روستای لیبرتاد در نزدیکی پلیلئو که ۴۶۰ متر (۱٬۵۰۰ فوت) قطر داشت، نشست‌کرد. مقیاس شدت مرکالی نشان‌داد که این زمین‌لرزه شهرهای کیتو و گوایاکیول را نیز تکان داده‌است.
گزارش‌های اولیه (در ۷ اوت) تعداد مرگ‌ومیر را ۲٬۷۰۰ نفر برآورد کرد. ۱٬۰۰۰ نفر در پاتاته و ۱٬۳۰۰ نفر در پلیلئو جان سپردند. تعداد مرگ‌ومیر در آمباتو نیز ۴۰۰ تا ۵۰۰ نفر بوده‌است. دیپلمات‌های سفارت اکوادور در واشینگتن، دی.سی. برآورد کردند که ۱٬۰۰۰ تا ۲٬۰۰۰ نفر زخمی شده‌اند. شهر پیارو توسط زمین‌لرزه تخریب و ویران‌شد و بیش از ۲۰ کشته به بارآورد. در لاتاکونگا نیز ۱۱ کشته، ۳۰ مجروح، ۵۰ خانه تخریب‌شده، دو کلیسا و دولت محلی ویران‌شده به بارآمد. این زمین‌لرزه پانزده شهر و شهرستان را نیز به‌طور وحشتناکی تکان‌داد؛ از جمله گوانو که ویران‌شد.
مدتی بعد، تعداد تلفات سراسر پلیلئو ۳٬۲۰۰ فرض‌شد و ۴٬۰۰۰ نفر جان سپردند. مقامات رسمی گزارش‌دادند که بسیاری از کشته‌شدگان داخل ساختمان بودند و در اثر جاری‌شدن سیل جوی‌ها کشته‌شدند. دیگران نیز با لرزش کوه‌های اطراف جان‌سپردند. هیچ خانه‌ای در پلیلئو سالم‌نماند و بسیاری از ساختمان‌ها ترک‌های بزرگی برداشتند. ۷۵٪ خانه‌های جداگانه در آمباتو، هنوز ایستاده اما آماده تخریب‌بودند. در ۸ اوت، پس‌لرزه چشم‌گیری در نزدیکی آمباتو رخ‌داد.
سازمان زمین‌شناسی آمریکا گزارش‌داد که شمار کشته‌شدگان این زمین‌لرزه ۵٬۰۵۰ نفر بوده‌است. زمین‌لرزه شهرها شهرستان‌های اطراف را به‌شدت تکان‌داد و ۱۰۰٬۰۰۰ نفر بی‌خانمان شدند.

## امدادرسانی
رئیس‌جمهور اکوادور، گالو پلازا لاسو، برای امدادرسانی‌های اولیه به آمباتو پرواز کرد. پلازا لوازم و تجهیزات امدادرسانی را به‌مدت دوروز از کیتو وارد آمباتو کرد. گروهی از داوطلبان صلیب سرخ و تجهیزات پزشکی با هواپیمایی ایالات متحده آمریکا وارد آمباتو شدند. ارتش ایالات متحده آمریکا دو تیم امدادرسانی مجهز به سرم و پلاسمای خون را به آمباتو فرستاد. شهردار میامی به‌همراه هفت سیاستمدار دیگر یک کمپین جمع‌آوری پول برای نیازهای پزشکی و لباس‌ها ترتیب‌دادند و ۶۹ کیلوگرم (۱۵۰ پوند) از داروهای رکسال را میان مردم آسیب‌دیده توزیع‌کردند. چند کشور نزدیک اکوادور نیز هواپیماهایی حامل دارو و مواد غذایی وارد آمباتو کردند. اکوادور محلی برای جمع‌آوری پول برای مردم آسیب‌دیده ترتیب‌داد و ۱۴٬۸۱۵ دلار سال ۱۹۴۹ آمریکا در عرض دوساعت دریافت‌کرد. پلازا گفت: «ما جسارت داریم و مردم آمباتو و اکوادور باید بیش از این گریه‌نکنند و کار خود را دوباره آغاز کنند.»
در ۷ اوت، هواپیمایی حامل ۳۴ نفر از شرکت نفت شل که قصد کمک به آمباتو را داشتند، در حالی که ۳۲ کیلومتر (۲۰ مایل) تا این شهر فاصله داشتند، سقوط کردند و هیچ چیزی از خود به‌جا نگذاشتند. بیماری‌ها در پلیلئو در عرض چند روز پس از وقوع زمین‌لرزه گسترش‌یافت و سبب شد که گروهی از سربازان آمریکایی به‌عنوان امدادگر اقدام‌کنند و دستگاه‌های تصفیه آب و ددت را برای پاکسازی منطقه به‌همراه آوردند. قربانیان بیمار قرنطینه شدند و از خروج آن‌ها از شهر جلوگیری‌شد.

## پیامدها

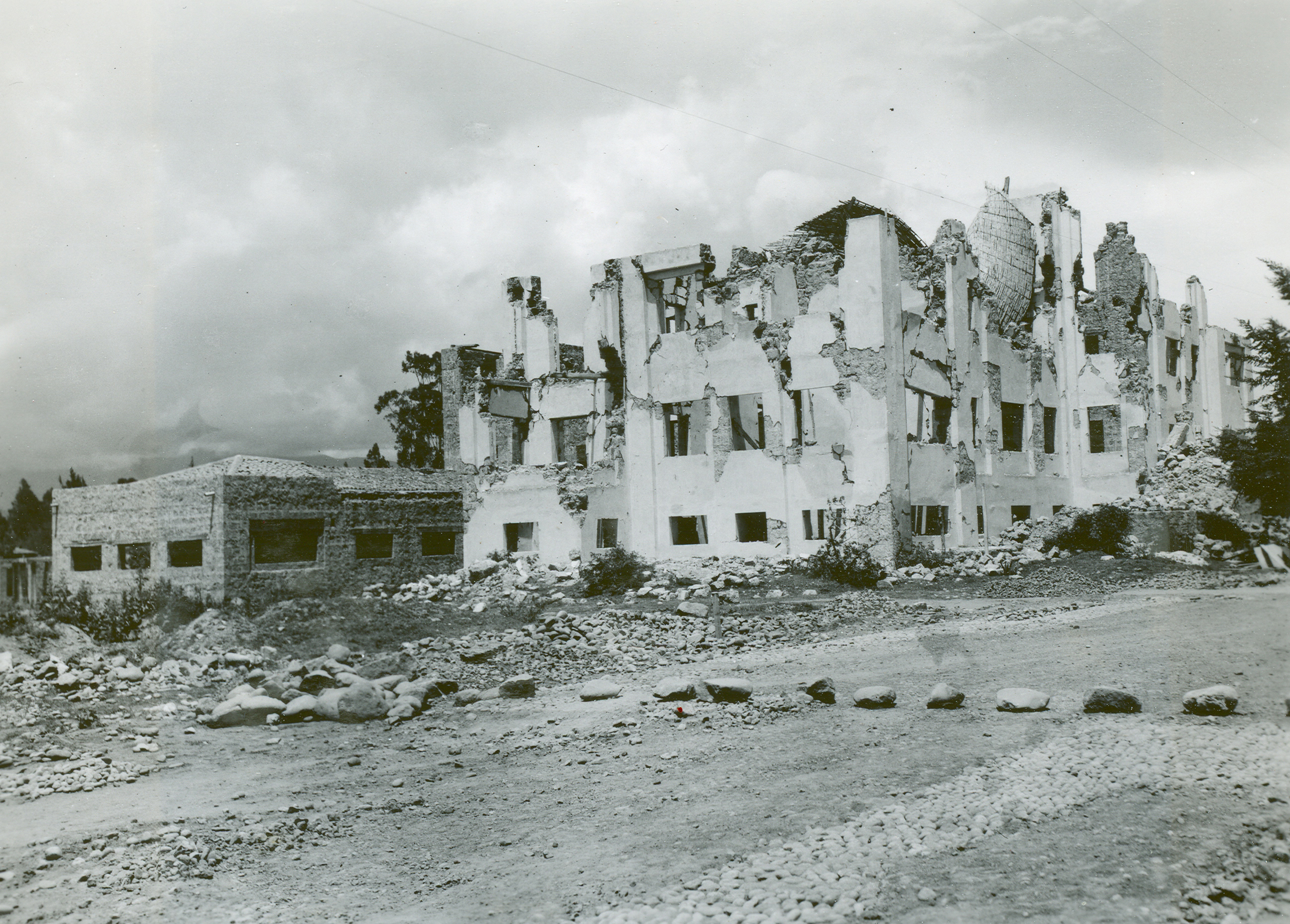
بیمارستانی ویران‌شده در آمباتو پس از زمین‌لرزه، تقریباً ۷۵٪ ساختمان‌های این شهر تا به‌حال ویران شده‌اند.

این زمین‌لرزه چشم‌گیر سبب ویران و نابودی گوانو، پاتاته، پلیلئو، پیارو و یک‌سوم آمباتو شد. زمین‌لرزه آمباتو صحنه‌ای از غم و اندوه بود و بقایای جنازه‌هایی در لابه‌لای آوار پیداشدند. در پلیلئو، امدادگران مردم را تغدیه‌کردند و قربانیان را به خاک سپردند. روزهایی پس از زمین‌لرزه، پس‌لرزه‌هایی رخ‌داد و سیل‌هایی درگرفت.
در تلاش برای کمک به ساکنان مناطق آسیب‌دیده، جشنوارهٔ میوه‌ها و گل‌ها در ۲۹ ژوئن ۱۹۵۰ برگزار شد. این جشنواره‌ای موفقیت‌آمیز بود و به یک رویداد سالانه و یک کارناوال تبدیل‌شد و در حال حاضر گردشگرانی را جذب خود کرده‌است. آمباتو پس از زمین‌لرزه به‌کلی بازسازی‌شد. کلیسای بزرگی در سال ۱۹۵۴ جایگزین کلیسای اصلی شهر شد. این کلیسا حدود ۲ کیلومتر (۱٫۲ مایل) از کلیسای تخریب‌شدهٔ اصلی شهر فاصله دارد.

## وضعیت کنونی
آمباتو توسط گردشگران زیادی بازدید می‌شود. این شهر به‌خوبی شناخته‌شده و بازار گسترده‌ای شامل خوراک‌های محلی و گل‌ها، املاک قدیمی و پارک‌های تاریخی دارد که بعضی از آن‌ها پس از زمین‌لرزه ویران‌شدند.
اکوادور هنوز هم در معرض خطر زمین‌لرزه قرار دارد؛ زمین‌لرزه درون‌ورقه‌ای (مانند زمین‌لرزه‌هایی که در ماه مارس سال ۱۹۸۷) و زمین‌لرزه بین‌ورقه‌ای در این کشور امکان‌پذیر است. لرزه‌خیزی‌های این کشور نیز نیرومند است و معمولاً با زمین‌لغزه، فرونشست و روانگرایی خاک همراه‌است.